# Dansko-hrvatski odnosi
|                    |                   |
| Republika Hrvatska | Kraljevina Danska |

Hrvatsko-danski odnosi odnose se na bilateralne međunarodne odnose između Hrvatske i Danske. Službeno su započeli 15. siječnja 1992. kada je Danska priznala Hrvatsku. Diplomatski odnosi su potpisani 2. siječnja 1992. Od tada su ove dvije zemlje potpisale 26 ugovora.
Hrvatska ima veleposlanstvo u Kopenhagenu i počasni konzulat u Aarhusu, dok Danska ima veleposlanstvo u Zagrebu i 3 počasna konzulata u Dubrovniku, Rijeci i Splitu. Obje države su punopravne članice NATO-a i Europske unije. Godine 2012. Hrvatska je izvezla robe u vrijednosti od 39,6 milijuna dolara u Dansku i uvozi iz Danske robe u vrijednosti od 110 milijuna dolara. 
U lipnju 2015. dansko-hrvatski odnosi primaju povećanu pozornost nakon što je danski državljanin Ulrik Grøssel Haagensen uhićen od strane hrvatske policije na "ničijoj zemlji" poznatoj kao "Liberland" između Hrvatske i Srbije. Grøssel Haagensen je uhićen pri te stavljen u kućni pritvor u trajanju od 5 dana, prije nego što je osuđen na 15 dana zatvora, što je izazvalo proteste u Danskoj.

## Zanimljivosti
- Danska kraljica Margareta II. odlikovana je najvišim odlikovanjem Republike Hrvatske.
- Prvu reportažnu snimku u Hrvatskoj, na fotografiji, snimio je hrvatski fotograf danskog podrijetla Franjo Pommer.
- U Danskoj je 2012. godine osnovana "Hrvatska kulturna udruga".